# 香槟 (阿尔代什省)
香槟（法語：Champagne，發音：[ʃɑ̃paɲ] ⓘ）是法国阿尔代什省的一个市镇，属于罗讷河畔图尔农区。

## 地理
香槟（45°16'23"N, 4°48'2"E）面积4.1 平方千米，位于法国奥弗涅-罗讷-阿尔卑斯大区阿尔代什省，该省份为法国东南部内陆省份，北起顺时针与卢瓦尔省、伊泽尔省、德龙省、沃克吕兹省、加尔省、洛泽尔省和上盧瓦爾省接壤。
与香槟接壤的市镇（或旧市镇、城区）包括：博日、佩罗、圣代西拉、昂当塞特、圣朗贝尔达尔邦。
香槟的时区为UTC+01:00、UTC+02:00（夏令时）。

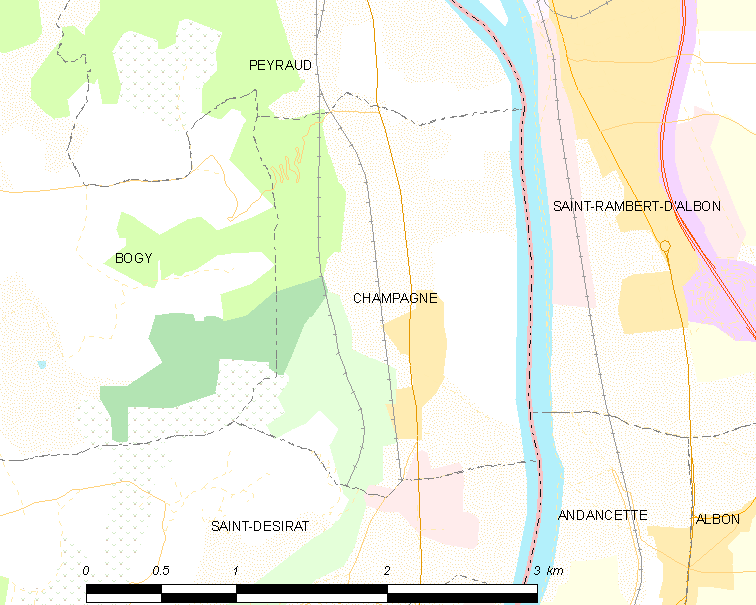
香槟的OSM定位图

## 行政
香槟的邮政编码为07340，INSEE市镇编码为07051。

## 政治
香槟所属的省级选区为萨拉县。

## 人口

1962-2008年间香槟人口变化图示

香槟于2022年1月1日时的人口数量为621人。